# Žarnovica
Žarnovica (německy Scharnowitz, maďarsky Zsarnóca) je město, správní centrum stejnojmenného okresu na středním Slovensku v Banskobystrickém kraji. Ve městě žije přibližně 5 600 obyvatel a je tak až druhým největším městem okresu (po Nové Bani). Ve druhé polovině 20. století byla Žarnovica známá zpracováním dřeva (výrobou překližky) v závodě Preglejka, který však již není v provozu. 

## Poloha
Město se nachází v údolí řeky Hron, cca 15 km od Žiaru nad Hronom a cca 63 km od Nitry, pod Pohronským Inovcem a Štiavnickými vrchy. Leží na železniční trati Nové Zámky – Zvolen a na rychlostní silnici R1.

## Historie
První písemná zmínka o městě je z roku 1332.

## Osobnosti
- Věra Tichánková (1920–2014), česká herečka